# Takahiro Endo
Takahiro Endo (Shizuoka, 7 juli 1968) is een voormalig Japans voetballer.

## Carrière
Takahiro Endo speelde tussen 1987 en 1996 voor Avispa Fukuoka.

## Statistieken
| Japan   | Japan          | Japan               | League | League | Emperor's Cup | Emperor's Cup | J-League Cup | J-League Cup | Totaal | Totaal |
| Seizoen | Club           | League              | Wed.   | Goals  | Wed.          | Goals         | Wed.         | Goals        | Wed.   | Goals  |
| ------- | -------------- | ------------------- | ------ | ------ | ------------- | ------------- | ------------ | ------------ | ------ | ------ |
| 1987    | Chuo Bohan     | Prefectural Leagues |        |        |               |               |              |              |        |        |
| 1988    | Chuo Bohan     | Prefectural Leagues |        |        |               |               |              |              |        |        |
| 1989    | Chuo Bohan     | Regional Leagues    |        |        |               |               |              |              |        |        |
| 1990    | Chuo Bohan     | Regional Leagues    |        |        |               |               |              |              |        |        |
| 1991/92 | Chuo Bohan     | JSL Division 2      | 28     | 18     |               |               | 1            | 0            | 29     | 18     |
| 1992    | Chuo Bohan     | Football League     | 18     | 16     |               |               |              |              | 18     | 16     |
| 1993    | Chuo Bohan     | Football League     |        |        |               |               |              |              |        |        |
| 1994    | Fujieda Blux   | Football League     | 26     | 6      | 1             | 0             | -            | -            | 27     | 6      |
| 1995    | Fukuoka Blux   | Football League     | 9      | 0      | 1             | 0             | -            | -            | 10     | 0      |
| 1996    | Avispa Fukuoka | J. League 1         | 10     | 2      | 2             | 0             | 11           | 1            | 23     | 3      |
| Totaal  | Totaal         | Totaal              | 91     | 2      | 4             | 0             | 12           | 1            | 107    | 3      |